# Viberti (Unternehmen)
Viberti ist ein italienischer Nutzfahrzeughersteller mit gegenwärtigem Schwerpunkt auf Sattelaufliegern und Teil des polnischen Konzerns Wielton.

## Firmengeschichte

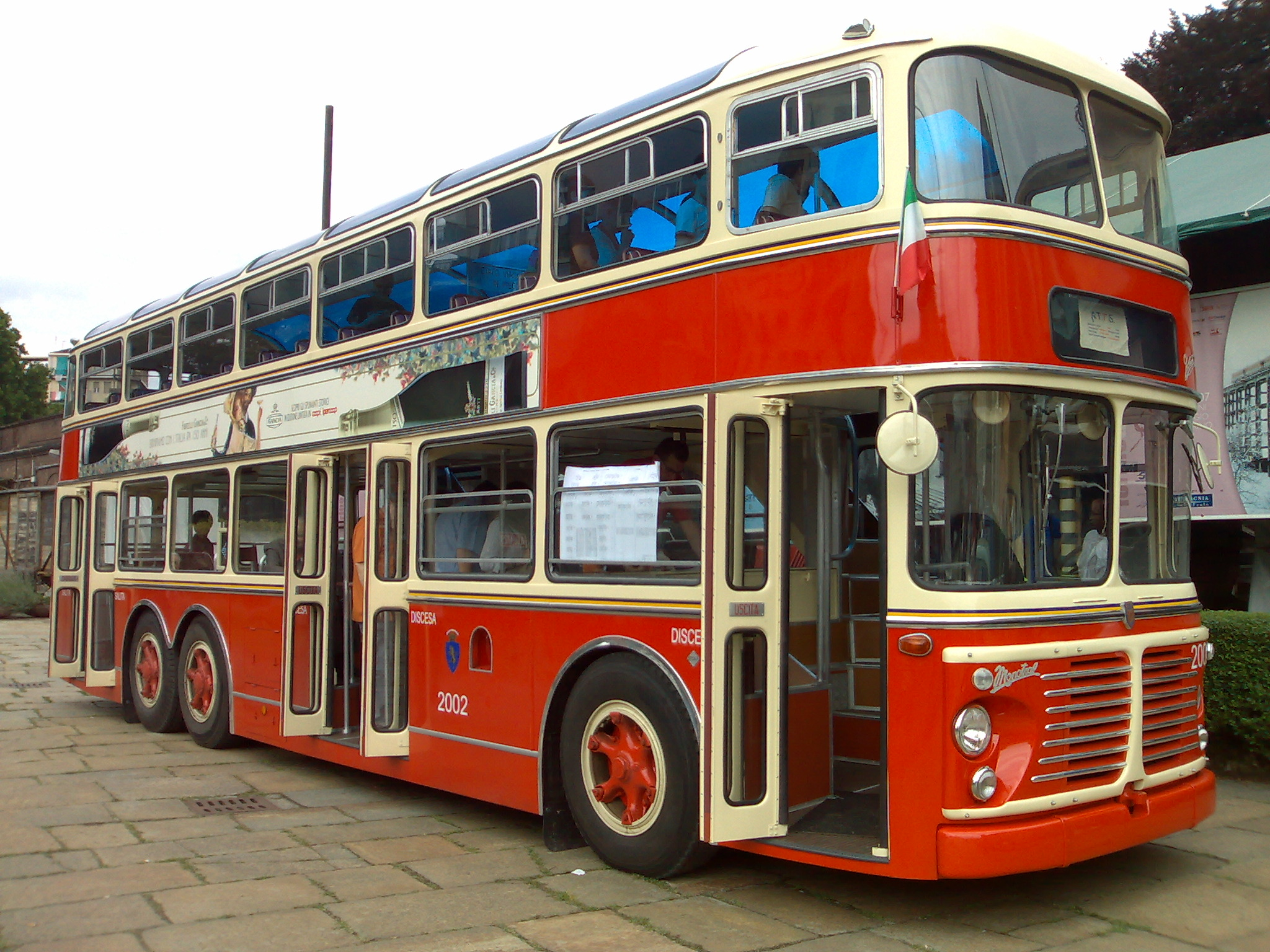
Viberti Monotral CV61

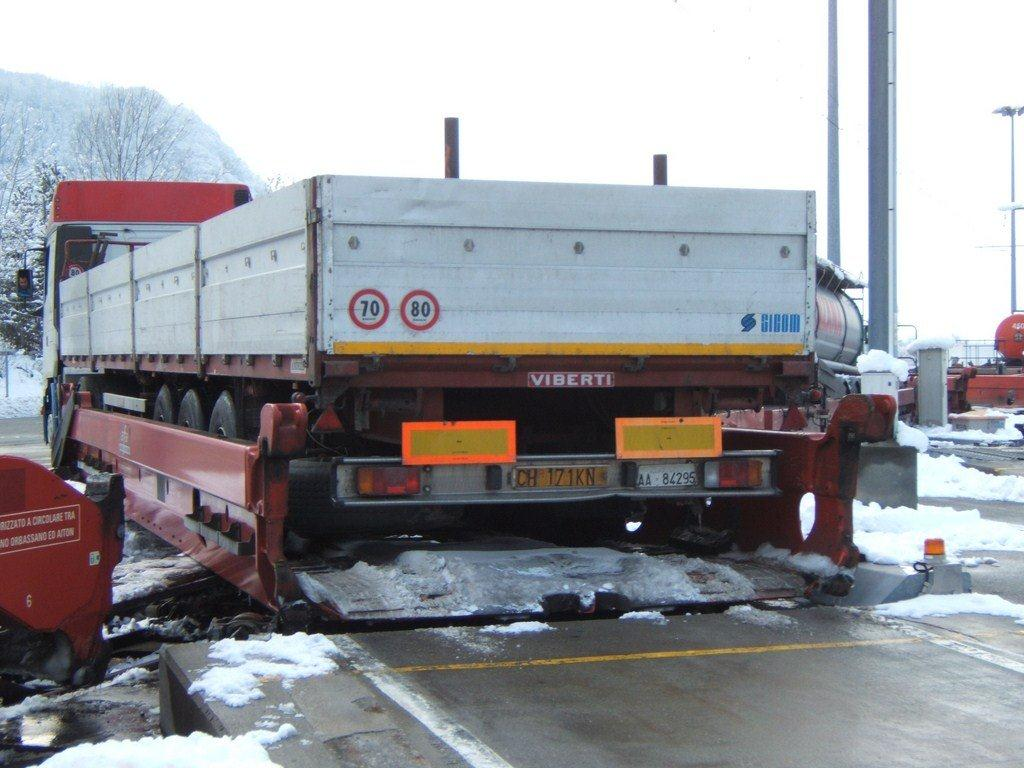
Viberti Pritschenauflieger

Viberti zählt zu den traditionsreichsten Marken Italiens und wurde 1922 mit dem Ziel gegründet, den damals wachsenden Bedarf an zivilen und militärischen Nutzfahrzeugen zu decken. Ein Großteil der zunächst in Turin hergestellten Nutzfahrzeuge kam zudem im Zweiten Weltkrieg zum Einsatz, wie etwa der Geländewagen Sahariana. Internationale Popularität erlangte die Marke jedoch vor allem in den Fünfzigern mit ihren Omnibussen, wie dem Doppeldeckermodell Monotral. Bis 1957 stellte das Unternehmen darüber hinaus auch Mopeds her.
Nach strukturellen Problemen und einer grundlegenden Umstellung der eigenen Produktpalette übernahm 2011 der italienische Mitbewerber Acerbi das Unternehmen. Zusammen mit zwei weiteren Marken der sogenannten Gruppe Italiana Rimorchi kaufte allerdings 2016 der polnische Nutzfahrzeughersteller Wielton sämtliche Anteile an Viberti. Seitdem ist der Absatz der mittlerweile bei Pescara montierten Nutzfahrzeuge wieder um fast das Doppelte gestiegen.